# Cinnamomum porphyrium
Cinnamomum porphyrium är en lagerväxtart som först beskrevs av August Heinrich Rudolf Grisebach, och fick sitt nu gällande namn av André Joseph Guillaume Henri Kostermans. Cinnamomum porphyrium ingår i släktet Cinnamomum och familjen lagerväxter. Inga underarter finns listade i Catalogue of Life.